# Sigvard Cruse
Carl Sigvard Cruse, född 27 juni 1891 i Norrtälje, död 27 februari 1978 i Högsbo, Göteborgs kommun, var en svensk fackföreningsman och politiker (socialdemokraterna) och ordförande i FCO.
Cruse, som var son till kopparslagare O.W. Cruse och Anna Fröberg, var sekreterare i typografföreningen i Stockholm 1918–1919, förtroendeman i Svenska Typografförbundet från 1919, ledamot i landssekretariatet 1926–1941 och 1946–1951, styrelseledamot i Stockholms fackliga centralorganisation 1919, ordförande 1924–1953, vice ordförande i AB Stockholms Spårvägar 1951–1953, ledamot av Stockholms stadsfullmäktige 1927–1935, av drätselnämnden 1927–1934, av riksdagens andra kammare 1933–1948 (första tillfälliga utskottet 1933, andra tillfälliga utskott 1934-1936 och andra lagutskottet från 1943).